# ضيائية

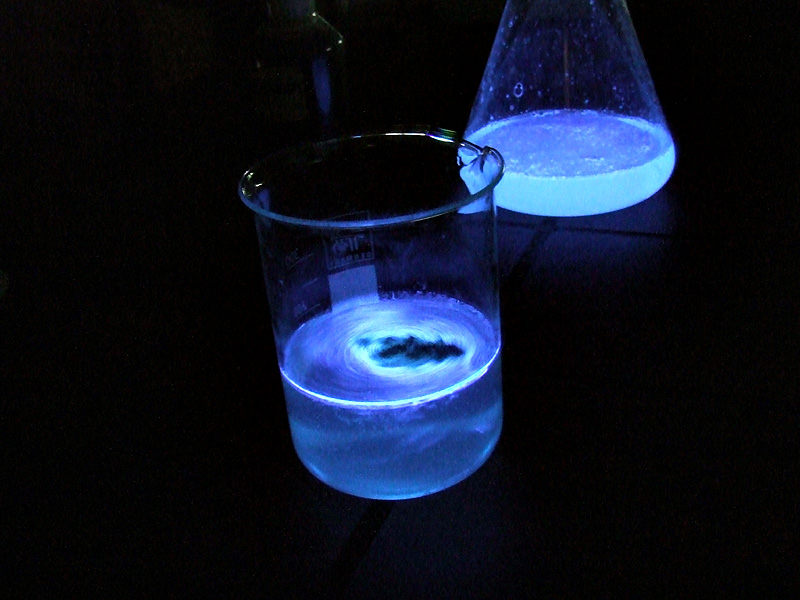
يعتبر مزج اللومينول مع خضاب الدم مثالا عن الضيائية الكيميائية

الضيائية أو التألق أو اللمعان أو اللمعانية أو الإشعاع الضوئي (بالإنجليزية: Luminescence)‏ هي إصدار ضوئي لا يمكن أن يعزى ببساطة إلى درجة حرارة الجسم المصدر. يمكن التمييز بين العديد من أنواع الضيائية وفقا لمصدر الطاقة المحرضة للإصدار. عندما تكون الطاقة الضوئية صادرة نتيجة تفاعل كيميائي، كما في حالة التأكسد البطيء للفسفور عند درجات الحرارة العادية، يسمى الإصدار بالضيائية الكيميائية. وعندما يحدث تفاعلا كيميائيا ضيائيا في الأنظمة الحية، كما في توهج اليراعة، يسمى الإصدار بالضيائية الحيوية. في المثالين السابقين يتحول جزء من طاقة التفاعل الكيميائي إلى ضوء. هناك أنواع أخرى من الضيائية التي تنشأ نتيجة تدفق بعض أشكال الطاقة داخلة إلى الجسم من الخارج. وتبعا لمنبع هذه الطاقة المحفزة، توصف الضيائية بأنها ضيائية مهبطية إذا أتت الطاقة من قذف إلكتروني، ويوصف بالضيائية الإشعاعية إذا أتت الطاقة من الأشعة السينية أو من أشعة غاما، وتوصف بالضيائية الفوتونية إذا أتت الطاقة من الإشعاعات فوق البنفسجية أو المرئية أو تحت الحمراء، وتوصف بالضيائية الكهربائية إذا أتت الطاقة من استعمال حقل كهربائي.
الإصدار الليزري هو ضيائية محفزة متجانسة على عكس الإصدار التلقائي غير المتجانس من معظم الأنظمة الضيائية المذكورة أعلاه.

## اقرأ أيضًا
- ضيائية حيوية
- ضيائية كيميائية
- ضيائية صوتية
- ضيائية مهبطية
- ضيائية إشعاعية
- ضيائية فوتونية